# Juan de Villagarcía
Juan de Villagarcía auch John de Villa Garcia, oder Friar John; latinisiert Joannes Fraterculus (* um 1529 in Provinz Valladolid; † 1564) war ein Dominikaner (OP) und spanischer Hochschullehrer, der aus Valladolid stammte und als Regius Professor of Divinity an der University of Oxford lehrte.

## Leben und Wirken
In Valladolid besuchte er die Klosterschule von San Pablo de Valladolid, dann folgte 1543 das Colegio de San Gregorio. Er war ein Schüler von Bartolomé de Carranza. Als jener 1554 Philipp II. auf dessen Brautfahrt nach England begleitete, kam auch de Villagarcía nach England. Er studierte 1555 am Magdalen College in Oxford und wurde dort später Praelector in Theology.
Im Jahre 1555 ernannte man ihn zum Regius Professor of Divinity an der University of Oxford. In Oxford wurde er im Jahre 1555 zunächst zum Bakkalaureus Divinitatis und dann 1558 zum Doctor Divinitatis promoviert. Zur gleichen Zeit verweilte und lehrte auch Pedro de Soto in Oxford, er kam durch Reginald Pole zur Unterstützung der Gegenreformation unter Königin Maria I. Tudor 1555 nach England. So waren neben den Dominikanern de Carranza, de Villagarcía, de Soto, noch die beiden Franziskaner Bruder Bernardo de Fresneda (1495–1577) und Bruder Alfonso de Castro die zur Rekatholisierung nach England geholt wurden.
Nachdem sein Vorgänger Richard Smyth sein Amt als Regius Professor of Divinity unterbrach, stand de Villagarcía dieser Professur von 1556 bis 1559 vor. Hiernach ging er zurück nach Spanien. Er reiste im Juni 1559 zunächst nach Flandern (damals Teil der Spanischen Niederlande), wobei man mutmaßt, dass er Philipp II. über die religiöse und politische Situation in England informieren wollte, hierbei erhielt de Villagarcía Unterstützung einflussreicher Höflinge, etwa dem Sekretär Philipps II. Francisco de Eraso, dem Beichtvater Bernardo de Fresneda. Am 24. August 1559 sperrte man Juan de Villa in einem Schiff in Flandern ein und lieferte ihn einen Monat später in dem Inquisitionsgefängnis in Valladolid ab, wo er bis 1563 inhaftiert blieb. Hierfür dürfte der enge Kontakt zu Bartolomé de Carranza entscheidend gewesen sein. Hatte man Carranza doch am wurde 1. August 1559 in Valladolid verhaftet.

## Juan de Villagarcía und Thomas Cranmer
Nachdem Thomas Cranmer am 30. März 1533 zum Erzbischof von Canterbury geweiht wurde, dauerte es weitere drei Jahre, als er im Januar 1533 die Ehe Heinrichs VIII. mit Anne Boleyn für gültig und damit die Scheidung von Katharina von Aragon für rechtens erklärte. Sein Handeln führte dazu, dass der Vatikan ihn zunächst mit einer päpstlichen Bannandrohung und ein Jahr später mit Bann belegte. Heinrich VIII. erklärte daraufhin die Loslösung der englischen Kirche von Rom und sich selbst zum Oberhaupt der Church of England. 1547 stellte Cranmer das Book of Common Prayer zusammen, die bis heute fortwirkende Agende der anglikanischen Kirche.
Nach dem Tode Heinrichs und seines Nachfolgers Eduard VI. kam die ältere Tochter Heinrichs Maria die Katholische an die Macht. Reginald Pole unternahm den Versuch der Rekatholisierung Englands. Thomas Cranmer wurde am 8. September 1553 festgenommen und in den Tower of London gesperrt. In dem folgenden Prozess gegen ihn widerrief er angesichts von Folterdrohungen zunächst sein anglikanisches Bekenntnis, doch dann trat er in einer öffentlichen Erklärung in St. Mary the Virgin in Oxford wieder davon zurück. De Villagarcía traf am 31. Dezember 1555 erstmals mit Cranmer in der Christ Church in Oxford zusammen. Mitte Februar trafen Villagarcía und John Harpsfield (1516–1578) sich erneut mit Cranmer im Bocardo-Gefängnis neben St Michael at the North Gate um ihn zu verhören. Am 26. Februar gab Cranmer eine in Latein geschriebene und unterschriebene Erklärung ab die von de Villagarcía und Henry Syddall bezeugt wurde, darin sprach er von einer Rückkehr zum katholischen Glauben und bat, wenn auch erfolglos, um die sakramentale Absolution. Am 20. März einen Tag vor der Hinrichtung von Cranmer, begleitet Villagarcía ihn an der Universitätskirche St. Mary the Virgin beide wechselten einige Worte in lateinischer Sprache. Am 21. März 1556 wurde Thomas Cranmer zum Tod auf dem Scheiterhaufen verurteilt und verbrannt.

## Werke
- Diálogo llamado cadena de oro : entre dos christianos … y sirve para dar a entender aquellas cosas con que un herege se pueda y deva volver a la sancta fee catholica de Iesuchristo (1563)